# Mink van der Weerden
Mink Alphons van der Weerden (Geldrop, 19 ottobre 1988) è un hockeista su prato olandese.

## Palmarès

### Olimpiadi
- 1 medaglia:
  - 1 argento (Londra 2012)

### Mondiali
- 1 medaglia:
  - 1 argento (L'Aia 2014)

### Europei
- 1 medaglia:
  - 1 oro (Amsterdam 2017)